# Habselyem (textilanyag)
A Habselyem szó eredetileg a budapesti Váci úton működő Selyem- és Gyapjúárugyár egy termékcsoportjának márkaneve volt. Ezen a néven hozta forgalomba a gyár az 1930-as évektől kezdődően viszkóz filamentfonalból (köznapi, bár nem szakszerű szóhasználattal: "műselyem"), lánchurkológépen gyártott kelméiből készült finom női fehérneműit, amelyek akkor újdonságnak számítottak és nagyon kellemes viselési tulajdonságaik révén nagy népszerűségre tettek szert. Ilyen termékeket a gyár még az 1960-as évekig is sikerrel gyártott, de ma már felváltották a szintetikus fonalakból (poliamidból, poliészterből) készült hasonló fehérneműk.

## A habselyem kelme szerkezete

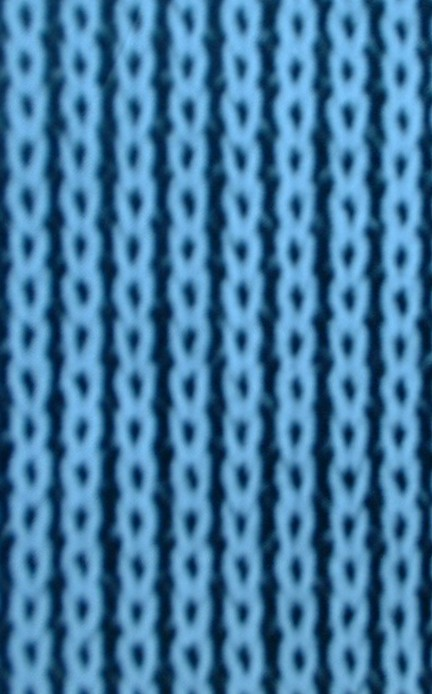
Sarmőz kötésű kelme színoldala

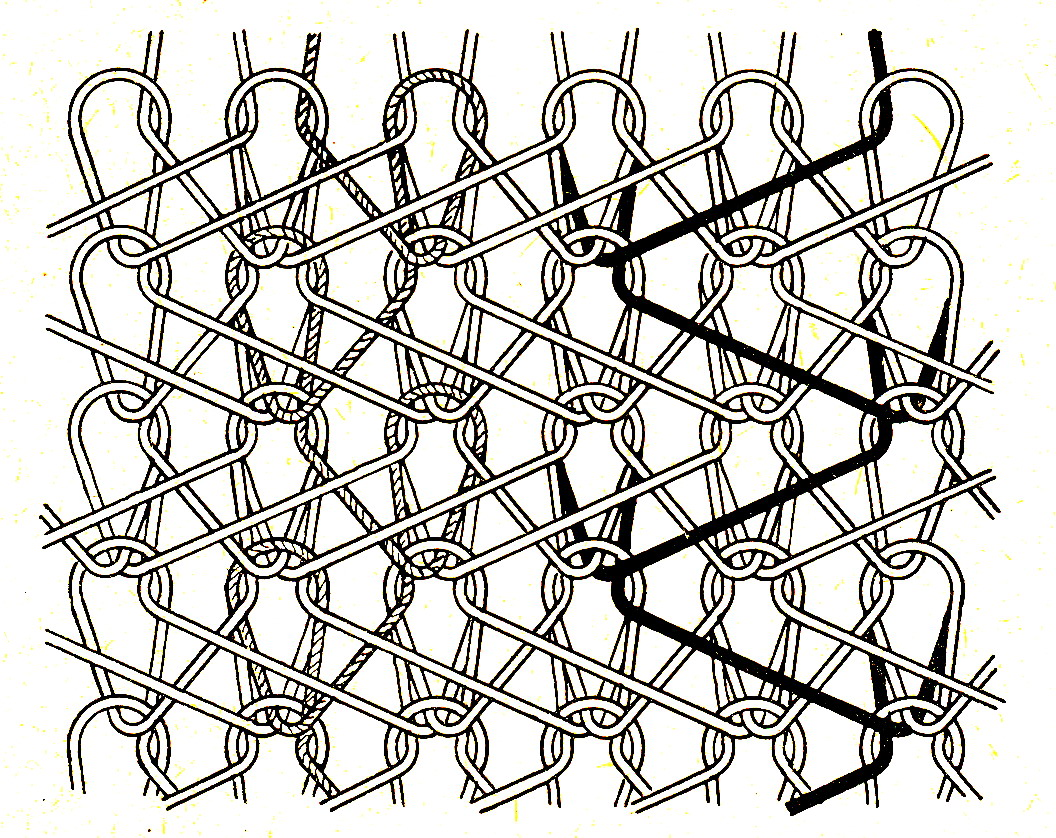
Sarmőz kötés hurokrajza a fonákoldal felől

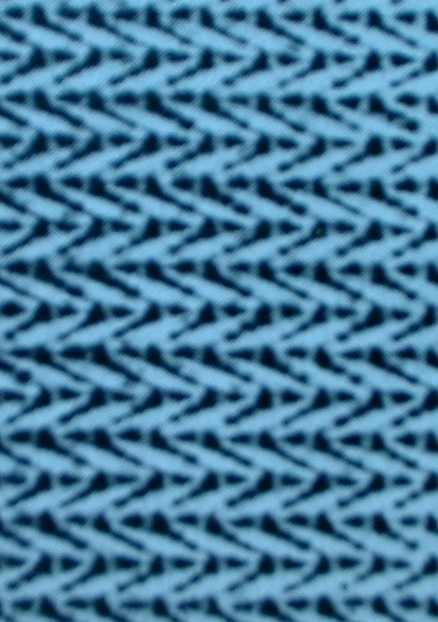
Sarmőz kötésű kelme fonákoldala

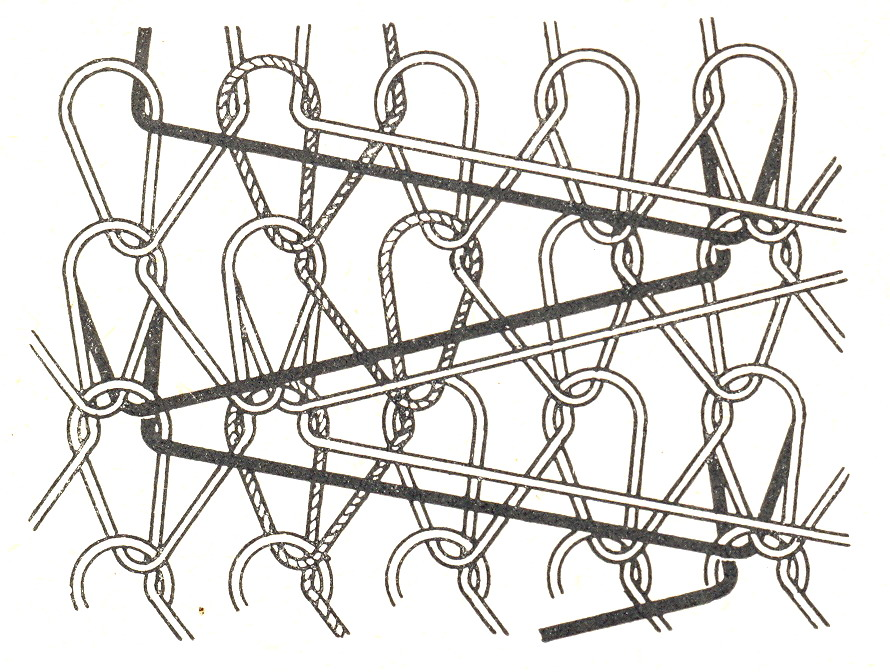
Szatén (lamé) kötés hurokrajza a fonákoldal felől

Az eredeti Habselyem fehérneműk kelméje viszkóz filamentfonalakból, lánchurkológépen, szatén vagy sarmőz (eredeti írásmódban: charmeuse, a francia charmant szóból, aminek jelentése: bájos) kötésben készült.
A viszkóz a természetes alapanyagú mesterséges szálasanyagok csoportjába tartozik, alapanyaga cellulóz. A viszkózszál feltalálása 1898-ra vezethető vissza, és hamarosan elterjedt a nagyüzemi gyártása is. 1899-ben alapították az első gyárat viszkózszálak gyártására (Vereinigte Glanzstoff Fabriken). Népszerűségét a fehérnemű- és nőiharisnya-gyártásban elsősorban szép fénye, jó fehéríthetősége ill. színezhetősége és kellemes viselési tulajdonságai (puhaság, jó nedvszívó képesség) magyarázzák. Hátránya viszont, hogy nedves állapotban szakító szilárdsága kissé csökken, ezért óvatos mosást igényel, továbbá az, hogy a szálak nedvesség hatására bekövetkező duzzadása folytán hosszuk rövidül, ezért a viszkózfonalból készült kelmék mosásban zsugorodnak („összemennek”). A poliamid (nylon) megjelenésével és az 1950-es években megkezdődött nagymértékű elterjedésével a viszkóz filamentfonal alkalmazása a fehérneműgyártás terén visszaszorult.
A sarmőz kötés a lánchurkológépeken alkalmazott leggyakoribb kötésmód. Két láncfonal-rendszerből épül fel. Az egyik fonalrendszer fonalaiból két szomszédos tűn felváltva kötnek szemeket (ún. egyugrásos fektetés), a másik fonalrendszer fonalai – amelyek a kelme mindkét oldalán felülre kerülnek – egy-egy tű kihagyásával kötnek szemeket felváltva ugyanazokon a tűkön (kétugrásos fektetés). A szatén (vagy más néven: lamé) kötés annyiban különbözik ettől, hogy a kétugrásos fektetés helyett három- vagy négyugrásos fektetést alkalmaznak. A két fonalrendszer fonalai mindkét esetben egymással ellentétes irányban mozognak, azaz a fonalak keresztezik egymást. Ez a szerkezet nagyon puha, kellemes fogású, szép fényű, rugalmas kelmét eredményez. A szatén kötésű kelmében a nagy ugrású fonalak szorosan egymás mellé simulnak és – különösen ha a kelme fényes fonalból készül – nagyon szép fényes, sima felületet hoznak létre a kelme kötéstani fonákoldalán (bal oldalán), ez esetben ezt használják esztétikai színoldalként, azaz a ruhadarabon ez a külső oldal.
A mindennapi használat szempontjából nagy előny, hogy az ilyen kelmékben fonalszakadáskor a szemek nem futnak le, azaz a szakadás nem terjed tovább. (Ez a gyakorlatban használt lánchurkolt kelmék többségénél általában jellemző tulajdonság.) A szabászati feldolgozás szempontjából bizonyos hátrányt jelent, hogy a kelme szélei erősen besodródnak, amit a szélek ragasztóanyaggal való telítésével lehet mérsékelni, azonban ez néhány centiméter szélességveszteséget ill. feldolgozhatatlan szélhulladékot eredményez.

## Megjegyzés
1. ↑  Ezek az elnevezések a szövésből erednek, de itt másféle kelmeszerkezetet jelentenek. Az ily módon készült kelmék külső megjelenése (pl. fénye, simasága) azonban hasonlít a hasonló nevű szövetéhez, ezért terjedt el a szaknyelvben ugyanaz a kifejezés.